# Liste italienischer Reisender und Entdecker
Die Liste italienischer Reisender und Entdecker ist eine Liste von Reisenden und Entdeckern aus Italien in alphabetischer Reihenfolge.

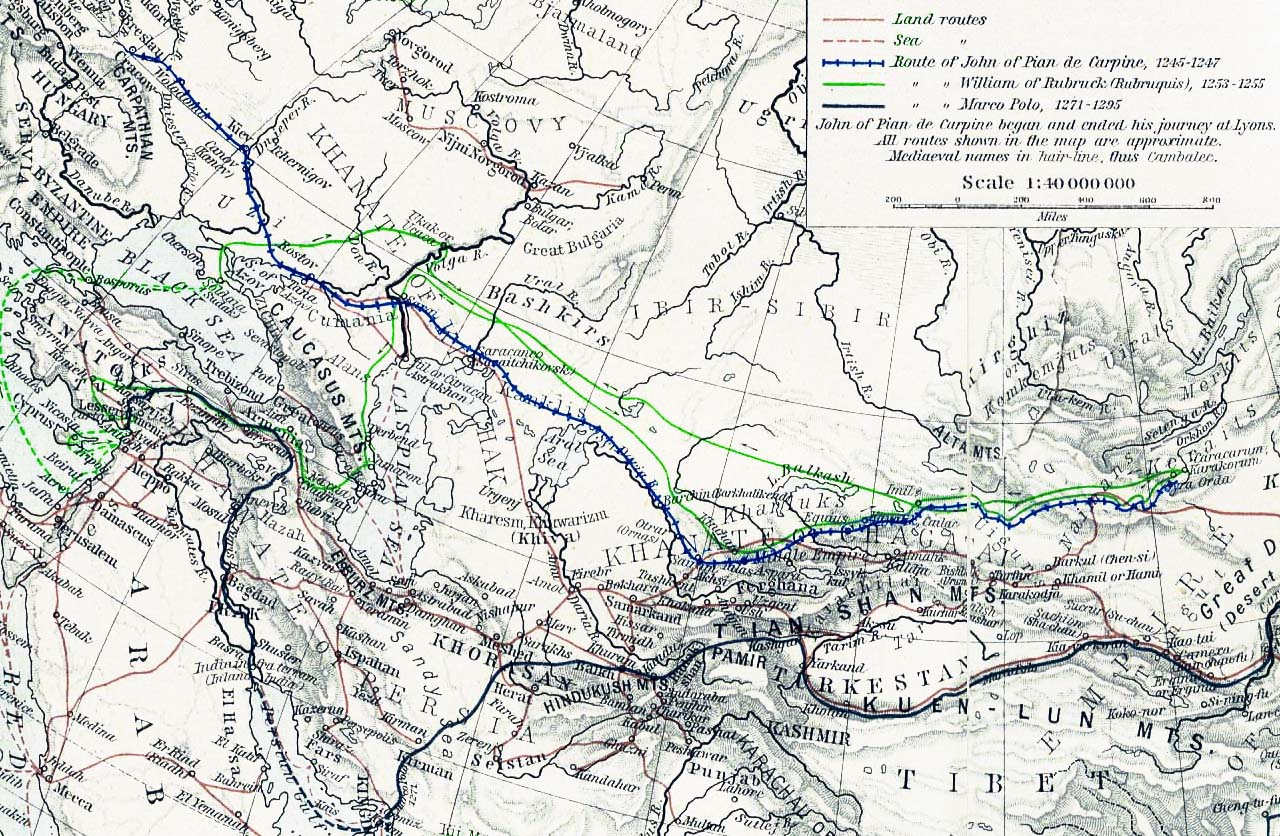
Reiseroute des Franziskaners Johannes de Plano Carpini 1245–1247 (in blauer Markierung)

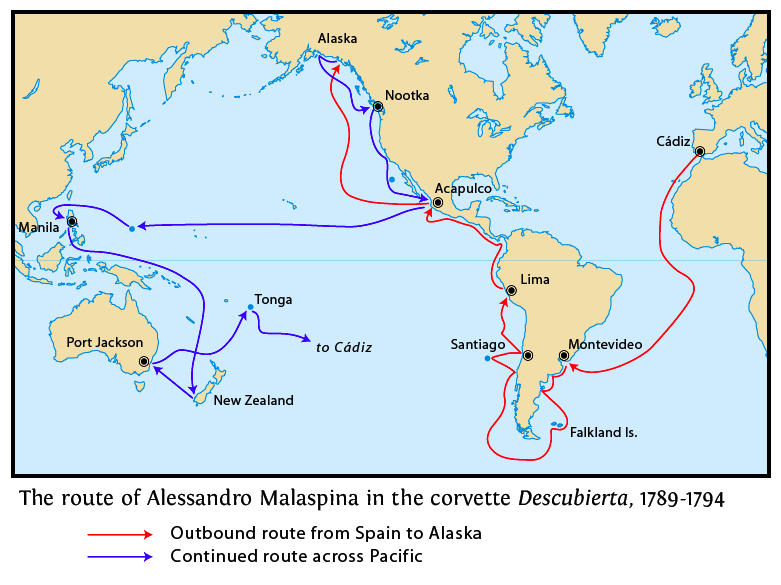
Route der von Alessandro Malaspina kommandierten Korvette Descubierta während der Expedition 1789–1794

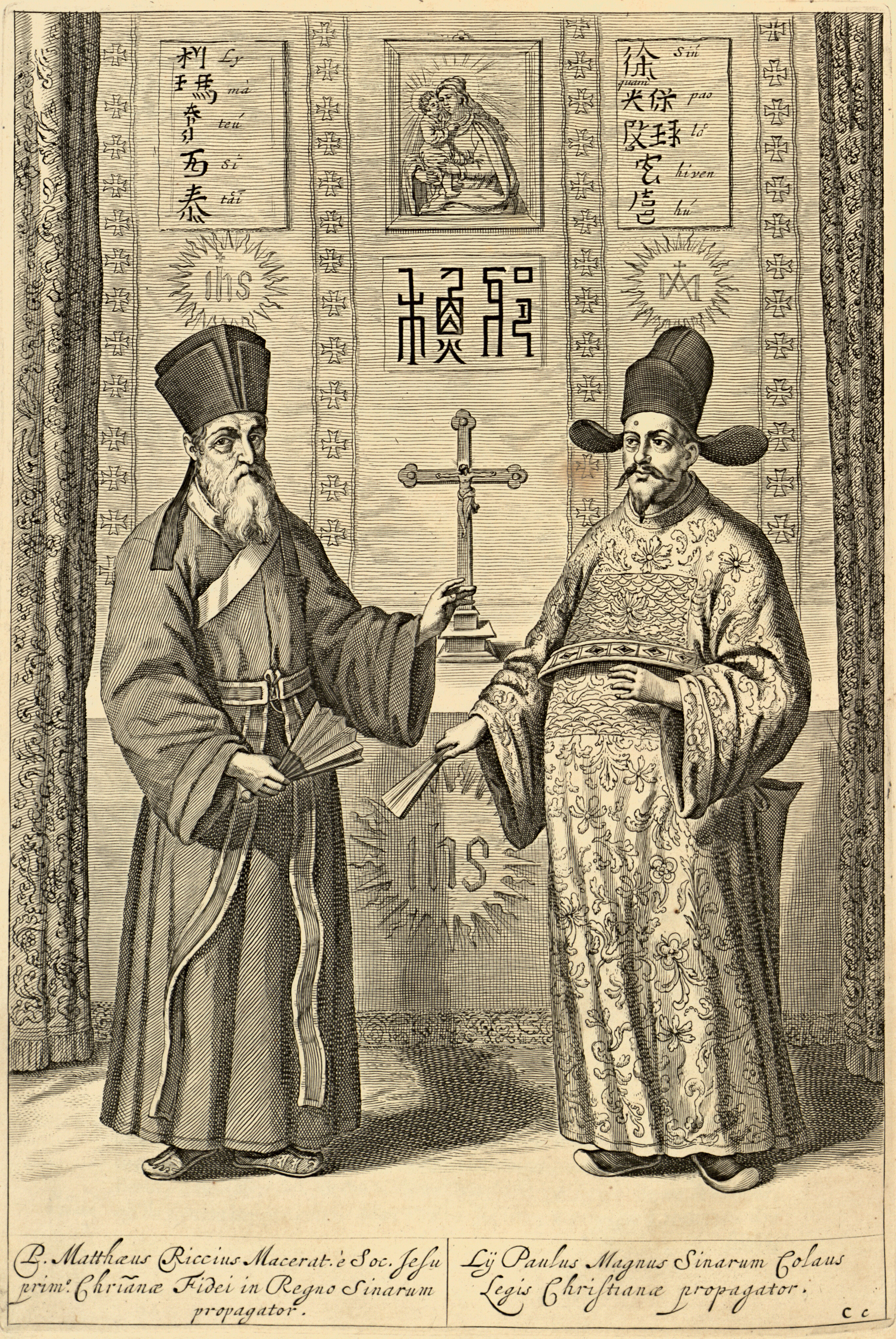
Der Jesuit Matteo Ricci und einer seiner prominenten Konvertiten, Xu Guangqi (Kupferstich aus Athanasius Kirchers Buch China illustrata, 1667)

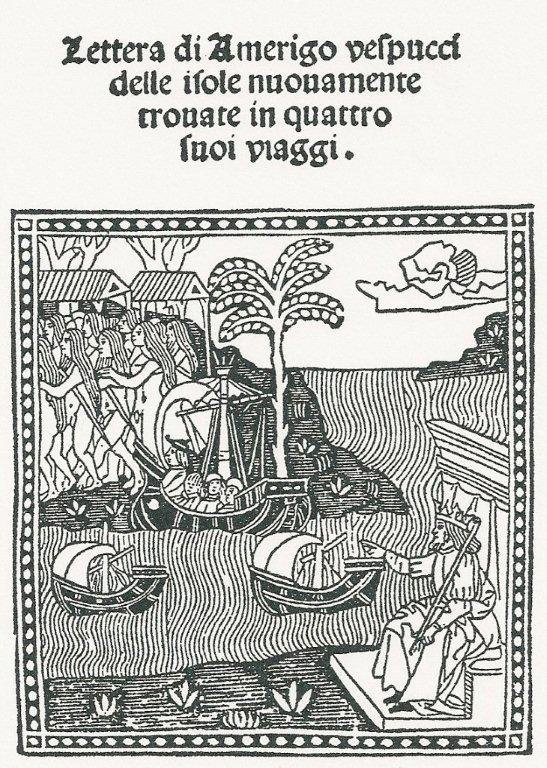
Brief an Soderini (Lettera al Soderini) von Amerigo Vespucci (Titelbild des Erstdrucks, Florenz 1505) („Lettera di Amerigo Vespucci delle isole nuovament trovate in quattro suoi viaggi“)

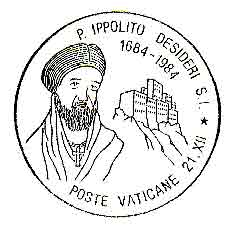
Jesuitenpater Ippolito Desideri (auf einem Poststempel der Vatikanischen Post zu seinem 200. Geburtstag – im Hintergrund der Potala-Palast)

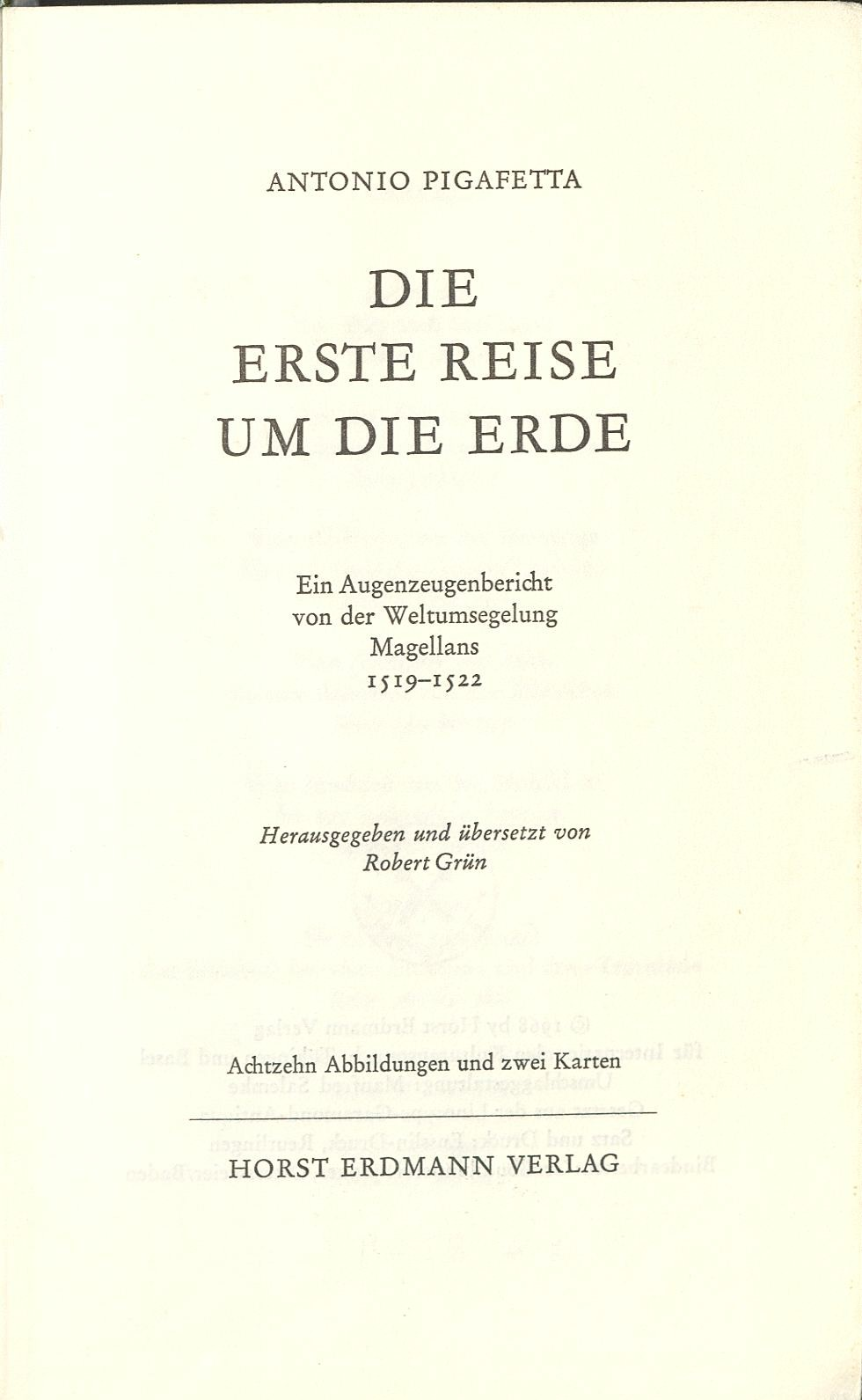
Antonio Pigafettas Bericht über Die erste Reise um die Erde, in der Bearbeitung von Robert Grün (1968)

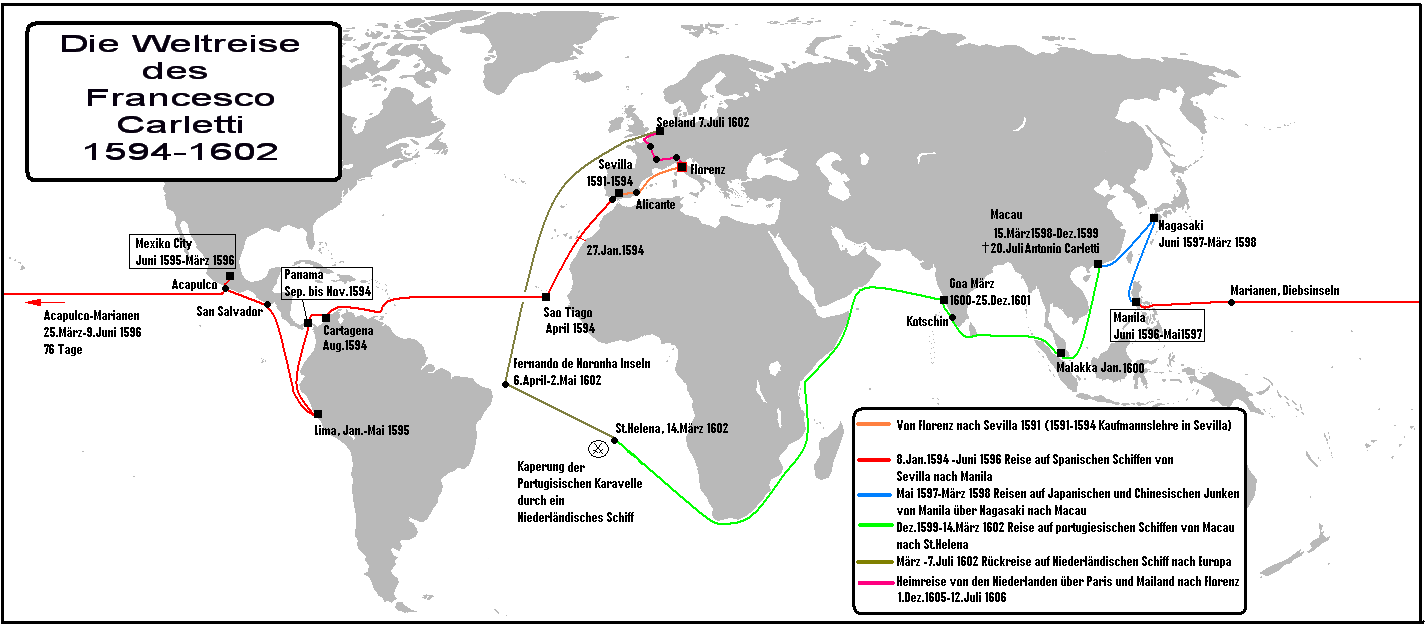
Die Weltreise des Francesco Carletti 1594–1602

## Liste
Für einige der Namen gibt es verschiedene Schreibungen bzw. Namensformen, nicht alle der aufgeführten sind die italienischen.

### A
- Girolamo Adorno, Reisender[2]
- Ciriaco Anconitano (um 1391 in Ancona – um 1455)
- Orazio Antinori (1811–1882), Zoologe und Reisender

### B
- Gaspare Balbi (16. Jhd.), Venedig, Juwelier und Reisender
- Giosafat Barbaro (1413–1494), Venedig, Kaufmann und Reisender aus der Barbaro-Familie.
- Beltrame, Giovanni (1824–1906), Afrikareisender
- Beltrami, Giacomo (1779–1855), Forschungsreisender, Suche nach der Quelle des Mississippis
- Giovanni Battista Belzoni (1778–1823), Pionier der Ägyptologie
- Costantino Giuseppe Beschi (1680–1747), Missionar
- Gustavo Bianchi (1845–1884), Forschungsreisender
- Vittorio Bottego (1860–1897), Jubaland (Somalia)
- Lorenzo Boturini (ca. 1698/1702–1749/51), Historiker, der die präkolumbische Geschichte Mexikos erforscht hat

### C
- Caboto, Giovanni (etwa 1450–1498), Seefahrer in englischem Auftrag, befuhr den Atlantik nach Nordamerika
- Alvise Cadamosto (1432–1488), entdeckte im Dienste der Portugiesen drei der Kapverdischen Inseln
- Cagni, Umberto (1863–1932), Polarforscher, Franz-Joseph-Land, Alaska
- Giovanni Francesco Gemelli Careri (1651–1725), Jurist, Abenteurer und Weltreisender
- Francesco Carletti (1573 ? –1636), Florenz, Kaufmann, Reisender und Chronist
- Johannes de Plano Carpini (1185–1252), reiste im 13. Jahrhundert in die Mongolei
- Antonio Cecchi (1849–1896), Italien, Abessinien
- Giovanni Chiarini (1849–1879), Reisender und Entdecker
- Eusebio Chini (1645–1711), Südtiroler Jesuit, Indianermissionar in Mexiko und im Südwesten der USA
- G. Battista Codazzi (1793–1859), Militär, Geograf und Kartograf
- Colombo, siehe Kolumbus
- Niccolo di Conti (etwa 1395–1469), Venedig, Entdeckungsreisender nach Indien und China
- Andrea Corsali (1487–1524), Seefahrer

### D
- Ippolito Desideri (1684–1733), Jesuit, Missionar in Tibet

### E
- Giovanni da Empoli (1483–1518), Kaufmann und Reisender im portugiesischen Asien

### F
- Cesare Fedrici (ca. 1530 – 1600/03), Kaufmann und Reisender
- Giuseppe Ferlini (1797–1870), Arzt und Abenteurer

### G
- Basilio da Gemona (1648–1704), Missionar des Minoritenordens in China
- Romolo Gessi (1831–1881), Italien, bereiste das Gebiet des Weißen Nils
- Girolamo da Santo Stefano, Kaufmann und Reisender

### H
(kein Eintrag)

### I
(kein Eintrag)

### J
(kein Eintrag)

### K
- Christoph Kolumbus (1451–1506), Genua, erreichte Amerika auf der Suche nach dem Seeweg nach Indien, entdeckte zahlreiche Länder und Inseln und gründete eine Kolonie auf Hispaniola
- Fernando Kolumbus (1488–1539), der uneheliche Sohn von Christoph Kolumbus

### M
- Cornelio Magni (1638–1692), Reisender
- Malaspina, Alessandro (1754–1810), Pazifik, kontinentalamerikanische Westküste, Australien
- Lancelotto Malocello (13.–14. Jahrhundert), Genua, Kanarische Inseln
- Giovanni de Marignolli (um 1290; gest. zwischen 1357 und März 1359), Franziskaner, Asien-Missionar, Päpstlicher Legat und Bischof
- Giovanni Filippo Mariti (1736–1806)
- Pellegrino Matteucci (1850–1881), Afrika
- Giovanni Miani (1810–1872)

### N
- Francesco Negri (1623–1698), Forschungsreisender und katholischer Geistlicher
- Umberto Nobile (1885–1978), Polarregionen
- Roberto de Nobili (1577–1656), Jesuit, Indienmissionar und Sprachwissenschaftler

- Antonio da Noli (1415–1497), Kapverdische Inseln

### O
- Odorico da Pordenone (1274–1331), Reise durch Sumatra, Java, Borneo, China, Persien
- Carlo Orazi (1673–1755), Missionar, Sinologe
- Gaetano Osculati (1808–1894), Naturhistoriker, Reiseschriftsteller

### P
- Michel-Gabriel Paccard (1757–1827), Erstbesteiger des Mont Blanc
- Juan Bautista Pastene (1507–1576), Konquistador, Südchile
- Francesco Orazio da Pennabilli (1680–1745), Kapuzinermönch
- Carlo Piaggia (um 1827–1882), Botaniker und Afrikareisender
- Antonio Pigafetta (um 1492–nach 1531), Teilnehmer und Chronist von Magellans Weltumsegelung
- Marco Polo (1254–1324), Venedig, Reisender, China

### R
- Nicoloso da Recco (14. Jhd.), Seefahrer, bereiste die Kanaren
- Matteo Ricci (1552–1610), Jesuit, missionarische Tätigkeit in China während der Ming-Dynastie
- Ippolito Rosellini (1800–1843), Ägyptologe

### S
- Filippo Sassetti (1540–1588), Florenz, Kaufmann, Sprachforscher und Reisender
- Luigi Amadeo von Savoyen (1873–1933), Forschungsreisender, Nordpol, Karakorum, Afrika

### T
- Marco della Tomba, (1726–1803), Kapuzinermönch, Missionar in Nordindien

### U
- Antoniotto Usodimare (15. Jhd.), Genua, Seefahrer, der im Dienste Portugals mit Alvise Cadamosto den Gambia-Fluss erkundete

### V
- Pietro della Valle (1586–1652), Forschungsreisender, Reiseschriftsteller und Komponist
- Ludovico de Varthema (ca. 1470–1517), einer der ersten Europäer in Medina und Mekka, Indien
- Giovanni Battista Vecchietti (1552–1619)
- Girolamo Vecchietti (1557–1640)
- Giovanni da Verrazzano (1485–1528), Florenz, Seefahrer und Entdecker, Ostküste der heutigen USA
- Amerigo Vespucci (1451–1512), Florenz, Kaufmann, Seefahrer, Navigator und Entdecker, erforschte weite Teile der Ostküste Südamerikas.
- Gebrüder Vivaldi (Guido Vivaldi und Ugolino Vivaldi) (14. Jahrhundert), Genua, unternahmen 150 Jahre vor Kolumbus den Versuch, Indien in westlicher Richtung zu finden, Entdecker der Kapverdischen Inseln

### W
(kein Eintrag)

### X
(kein Eintrag)

### Y
(kein Eintrag)

### Z
- Antonio Zeno (gest. ca. 1403), venezianischer Seefahrer, der im 14. Jahrhundert Reisen in den Nordatlantik unternommen haben soll
- Nicolò Zeno (ca. 1326–ca. 1402), venezianischer Seefahrer, der im 14. Jahrhundert Reisen in den Nordatlantik unternommen haben soll
- Antonio Zucchelli (1663–1716), franziskanischer Kapuzinermönch, Entdecker und Missionar

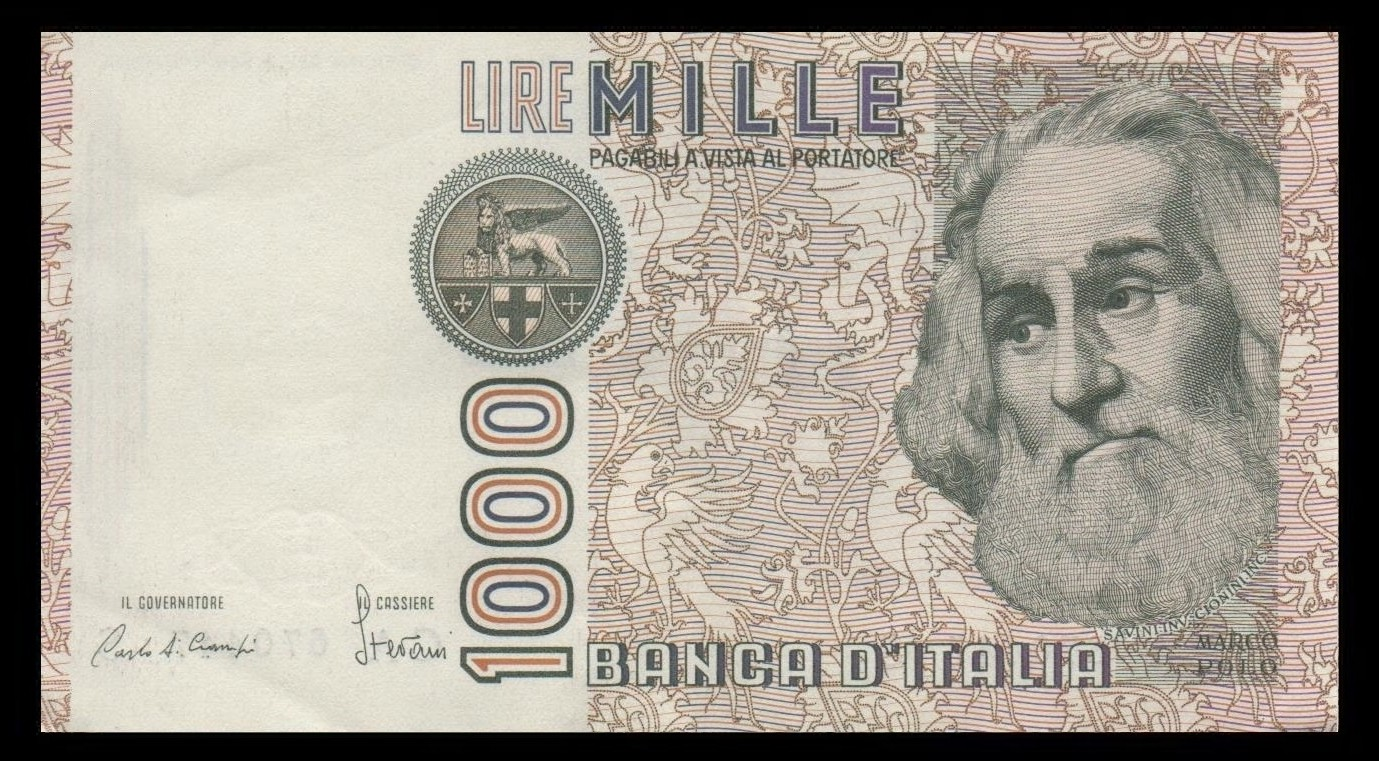
Marco Polo auf der italienischen 1000-Lire-Banknote